# Einhell
Einhell Germany AG é uma fabricante alemã de ferramentas elétricas e equipamentos elétricos de jardim em Landau an der Isar, Alemanha.

## História
Foi fundada em 2 de junho de 1964 por Josef Thannhuber como Hans Einhell GmbH. Hans Einhell era tio de Josef Thannhuber.
No final da década de 1960, abriu uma fábrica na Espanha .  A empresa foi lançada na bolsa de valores em 1987. É uma empresa Prime Standard negociada na Xetra (EING_p.DE).

## Estrutura

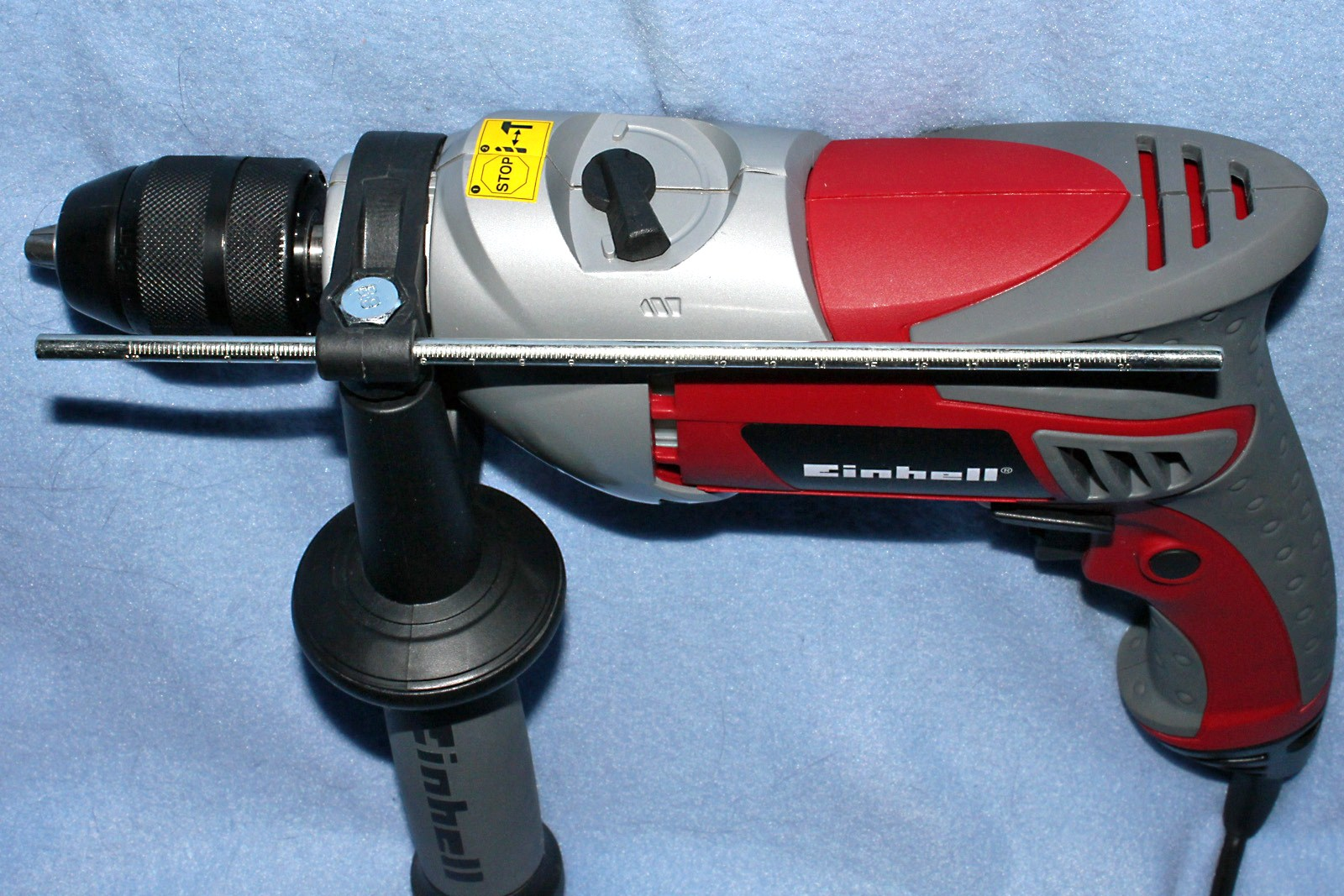
Furadeira elétrica Einhell

A Einhell emprega aproximadamente 1.400 funcionários e registrou um faturamento de €486 milhões em 2016. Desde janeiro de 2003, a empresa é liderada por Andreas Kroiss, seu diretor executivo.
Em 2013, a Einhell expandiu sua presença internacional ao adquirir a Ozito, uma empresa australiana que fornece produtos "faça-você-mesmo" (DIY) para as lojas Bunnings em toda a Austrália. Durante um período, a linha de produtos Ozito também foi distribuída no Reino Unido por meio da Homebase, e posteriormente quando a Homebase foi adquirida pela Bunnings, de 2016 a 2018.
A Einhell UK está localizada em Birkenhead, em Wirral, no Champions Business Park. A unidade no Reino Unido é responsável pela distribuição de produtos completos, enquanto as peças de reposição são fornecidas diretamente pela Einhell Alemanha.

### Operação no Brasil
A Einhell iniciou suas operações no Brasil em 2010, estabelecendo-se com um portfólio de ferramentas elétricas e equipamentos de jardinagem, visando atender tanto ao mercado doméstico quanto ao profissional. Em 2018, a operação da Einhell no Brasil foi adquirida pela Âncora, uma empresa brasileira com sede em Vinhedo, São Paulo, especializada em sistemas de fixação para construção civil. Com um investimento de US$ 30 milhões, a Âncora assumiu o controle total da Einhell no país, implementando uma gestão independente e ambiciosa para ampliar a presença da marca no mercado brasileiro de ferramentas elétricas. Entre as iniciativas estratégicas, a Âncora lançou a linha Power X-Change, composta por ferramentas movidas a baterias intercambiáveis, que oferecem uma vantagem significativa de conveniência e flexibilidade. Além disso, a empresa investiu na expansão dos pontos de venda e na ampliação do portfólio da Einhell no Brasil, com o objetivo de alcançar, em poucos anos, a quarta posição no mercado nacional de ferramentas elétricas, hoje liderado por marcas como Makita, Bosch e Dewalt. A sede da Einhell no Brasil foi transferida de Embu das Artes para uma nova instalação de 6.000 metros quadrados em Vinhedo, próxima à sede da Âncora, reforçando a integração operacional e as possibilidades de expansão no país.

#### Cronologia[6]
- 1964-1967: O início de uma história de sucesso nos negócios da Einhell
- 1968-1985: Internacionalização através de espírito empreendedor
- 1986-1989: Visão de longo prazo para a segurança do negócio
- 1990-2003: Mudanças internas e políticas globais para um início de sucesso no século 21
- 2004-2014: Internacionalização e consolidação - Einhell se torna um grupo global
- 2015-2018: Recorde de vendas e parceria com a BMW i Motorsport
- 2019-2020: 55 anos de Einhell e a inauguração do "Einhell Welt"
- 2021 até agora: Novo armazém automatizado, novos parceiros e recorde de vendas

## Produtos
A Einhell produz uma ampla variedade de ferramentas e equipamentos, incluindo:
- Esmerilhadeiras
- Motosserras
- Furadeiras de impacto
- Pistolas de calor
- Serras tico-tico
- Cortadores de grama
- Furadeiras elétricas
- Lixadeiras
- Serras de mesa
- Aspiradores de pó